# Corybas carsei
Corybas carsei är en orkidéart som först beskrevs av Thomas Frederic Cheeseman, och fick sitt nu gällande namn av Edwin Daniel Hatch. Corybas carsei ingår i släktet Corybas, och familjen orkidéer. Inga underarter finns listade i Catalogue of Life.